# Élections législatives néo-zélandaises de 1855

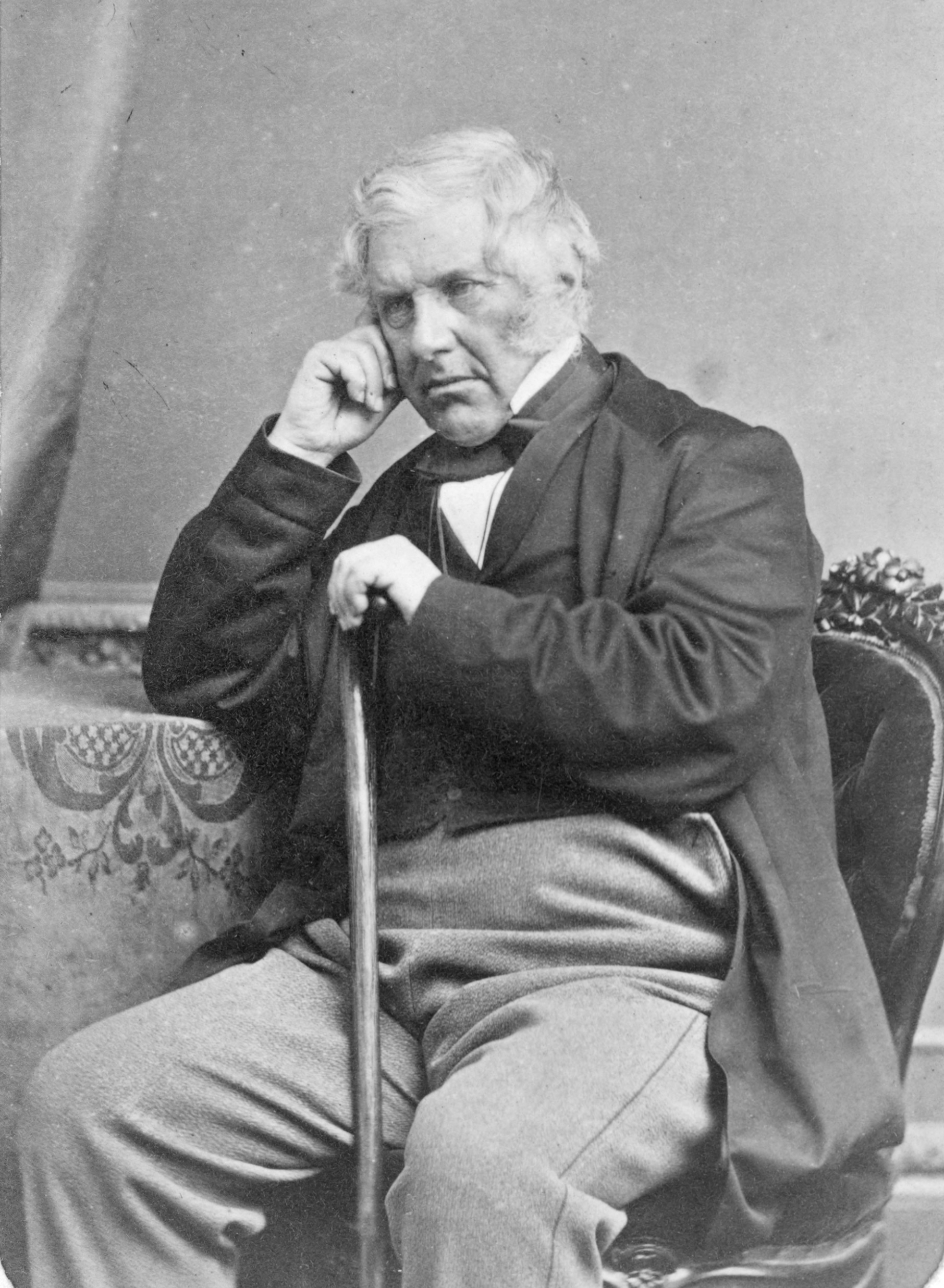
Henry Sewell, le premier premier ministre néo-zélandais.

Les élections législatives en Nouvelle-Zélande du 26 octobre au 28 décembre 1855 sont les deuxièmes dans l'histoire du pays. Il s'agit de renouveler les trente-sept députés de la Chambre des représentants, élus en 1853.
Le système électoral est le scrutin uninominal majoritaire à un tour, tout comme au Royaume-Uni. Les vingt-quatre circonscriptions élisent chacune entre un et trois députés. L'élection se déroule au moyen d'un suffrage censitaire ; sont électeurs les sujets britanniques de sexe masculin résidant dans la colonie, âgés d'au moins vingt-et-un ans, y compris les Maori, à condition de remplir les critères de propriété définis par la loi. Il n'y a pas de partis politiques en Nouvelle-Zélande à cette date.
Les pouvoirs du premier parlement élu en 1853 avaient été limités, le pouvoir exécutif échappant à son contrôle, étant entre les mains du gouverneur nommé par le gouvernement britannique. Cette première assemblée avait néanmoins obtenu que soit instauré au début de la seconde législature un gouvernement responsable - ce qui signifie que la Chambre des Représentants nomme le gouvernement, qui est alors responsable devant les députés. Ainsi, le 7 mai 1856, le député Henry Sewell est nommé premier ministre, le premier de l'histoire du pays, avec la confiance du parlement.